# Магделина Юрукова
Магделина Илин Юрукова е майка на дейци и от Илинденско-Преображенското-Кръстовденско въстание.

## Биография
Магделина Юрукова ражда четиринадесет деца. Синовете и братята и взимат дейно участие в революцията, а самата тя дава убежище в дома си на дейци на въстанието от 1903 г. В Разлог, турците отрязват главите на двадесет и осем убити въстаници и ги разхвърлят на мегдана за назидание на населението след разгрома му. Майката събира в престилката главите на убитите двама от синовете си двамата си братя. Събира ги с разпознатите от нея тела и ги предава за погребение по християнски след уреденото опело. Пред събралото се население тя се държи достойно и не проронва нито една сълза.
През Балканските войни от 1912 – 1913 г. още двама от нейните синове дават живота си за свободата.

## Признание
Признателното население на Разлог нарича Магделина Илин Юрукова майка – светица и разложката баба Тонка Обретенова. На 26 февруари 2021 г. е осветена възстановената от членове на организациите „Братство хайдути“ и ВМРО паметна плоча. Тя е посветена на загиналите и синове, братя и братовчеди. Намира се в местността Андъко близо до град Разлог.
Почетените имена на борци на лобното им място в местността Андъко, обезглавени на 15 септември 1903 г.:
- Костадин Ил. Кулин
- Димитър Ил. Кулин
- Иван Григоров Юруков, син на Магделина
- Петър Григоров Юруков, син на Магделина
- Никола Ат. Юруков
- Георги Ив. Трамбев
- Иван Ник. Белчев